# USS Bainbridge (DD-1)
USS Bainbridge (DD-1) byl torpédoborec třídy Bainbridge, první torpédoborec sloužící u Námořnictva Spojených států amerických. Byl pojmenován po komodoru Williamu Bainbridgeovi.

## Konstrukce
Loď byla stavěna loděnicí Neafie and Levy Ship and Engine Building Company ve Filadelfii. Spuštěna na vodu byla 27. srpna 1901, její patronkou se stala Bertram Greeneová, pravnučka komodora Bainbridge. Dne 24. listopadu 1902 byla uvedena do rezervní služby, pod velením poručíka G. W. Williamse odtažena do Norfolku a zde 12. února uvedena do plné služby.

## Služba

### Před první světovou válkou
Dne 23. prosince 1203 opustil Bainbridge floridský Key West a zamířil skrze Suezský průplav na Filipíny, kam dorazil 14. dubna 1904 a zakotvil v přístavu Cavite. Mezi roky 1904 až 1917 sloužil u 1. torpédové flotily v rámci Asijského loďstva, vyjma dvou krátkých období (17. leden 1907 až 24. duben 1908 a 24. duben 1912 až duben 1913), kdy byl mimo službu.

### První světová válka
Dne 1. srpna 1917 opustil torpédoborec Cavite a odplul do egyptského Port Saidu, kde se 25. září připojil k Eskadře 2 v rámci amerických hlídkových sil. Bainbridge hlídkoval a doprovázel konvoje do 15. července 1918, kdy odplul do Spojených států. Dne 3. srpna dorazil do Charlestonu a účastnil se operací podél atlantského pobřeží, dokud nebyl 3. července 1919 ve Filadelfii vyřazen ze služby. Dne 3. ledna 1920 byl prodán a sešrotován.